# Ugo Humbert
Ugo Humbert (n. 26 iunie 1998, Metz, Franța) este un jucător francez de tenis. Cea mai bună clasare a sa în clasamentul ATP este locul 13 mondial, în aprilie 2024, iar la dublu locul 361 mondial, în octombriec 2019.